# Chyliza surcularia
Chyliza surcularia är en tvåvingeart som beskrevs av Shatalkin 1989. Chyliza surcularia ingår i släktet Chyliza och familjen rotflugor. Artens utbredningsområde är Ryssland. Inga underarter finns listade i Catalogue of Life.